# Meleci III de Constantinoble
Meleci III de Constantinoble (en grec Μελέτιος Γ') va ser patriarca de Constantinoble l'any 1845.
Va néixer a l'illa de Kea, i va ser protosincel·le durant el patriarcat d'Agatàngel I. Després el van nomenat metropolità d'Amasia (1828-1830), de Tessalònica (1830-1841) i de Cízic (1841-1845). Va ser elegit patriarca aquell any 1845, però va morir al cap de set mesos, el mateix any.